# Trimbs

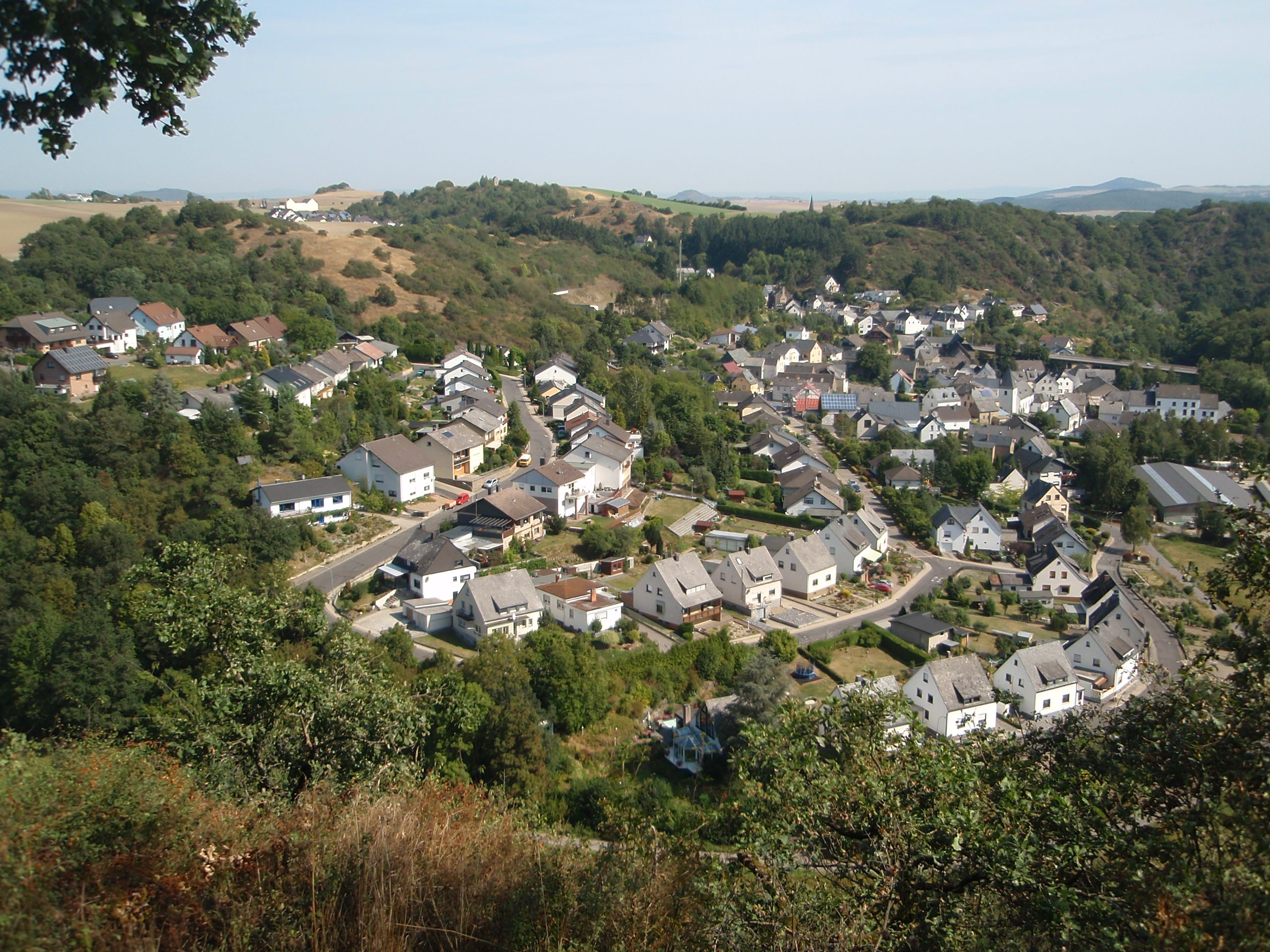
Trimbs von Südwesten aus gesehen

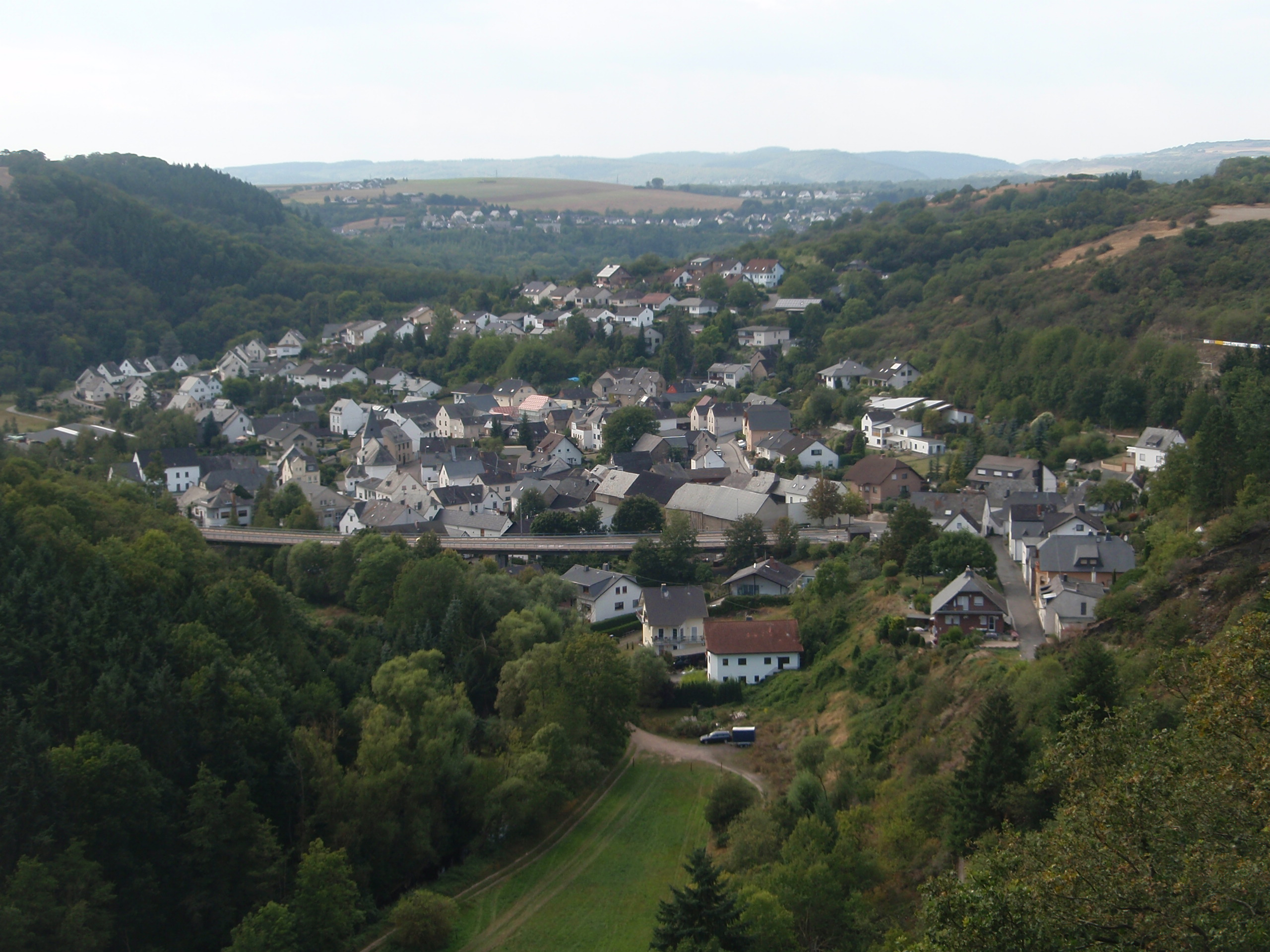
Trimbs von Osten aus gesehen

Trimbs ist eine Ortsgemeinde im Landkreis Mayen-Koblenz in Rheinland-Pfalz. Sie gehört der Verbandsgemeinde Maifeld an, die ihren Verwaltungssitz in der Stadt Polch hat.

## Geographie
Trimbs liegt sechs Kilometer östlich von Mayen und drei Kilometer nördlich von Polch am linken Ufer der Nette. Die Ortschaft erstreckt sich in einer rund 400 m breiten und nach Norden an Höhe zunehmenden Talaufweitung der Nette sowie in ein Nebental hinein. Sie umfasst Höhenlagen zwischen 175 m ü. NHN und 240 m ü. NHN. Naturräumlich lässt sich der südöstliche Abschnitt des Gemeindegebietes mit dem Hauptort der Pellenzhöhe zuordnen, das gesamte nordwestlich davon liegende Gebiet hingegen der kaum bewaldeten Pellenzsenke. Seinen höchsten Bodenpunkt erreicht das Gemeindegebiet mit gut 310 m ü. NHN an seiner südwestlichen Grenze.
Zu Trimbs gehören der Ortsteil Kellbach und die Wohnplätze Birkenhof, Kürmeterhöfe, Nettehof und (Häusergruppe) Straßburgerhaus.

## Geschichte
Trimbs wird erstmals als Trimizze in einer Urkunde aus dem Jahre 1019 Heinrichs II. zugunsten von Kloster Kaufungen erwähnt. Damals wurde Trimbs mit anderen Orten den Kaufunger Nonnen geschenkt. Eine Tafel der Urkunde in der Originalschrift befindet sich auf einem der drei Schieferblöcke auf dem Trimbser Dorfplatz.
Am 31. Dezember 1975 wurde die bis dahin selbständige Gemeinde Trimbs als Ortsteil in die Gemeinde Welling eingegliedert. Am 1. April 1994 wurden diese aus zwei Ortsteilen bestehende Gemeinde Welling aufgelöst und die ursprünglichen Gemeinden Trimbs und Welling neu gebildet.

## Politik

### Gemeinderat
Der Gemeinderat in Trimbs besteht aus zwölf Ratsmitgliedern, die bei der Kommunalwahl am 9. Juni 2024 in einer Mehrheitswahl gewählt wurden, und dem ehrenamtlichen Ortsbürgermeister als Vorsitzendem. Bei der Wahl im Jahre 2009 wurden die Ratsmitglieder in einer personalisierten Verhältniswahl gewählt.
Die Sitzverteilung im Gemeinderat:
| Wahl | SPD               | FWG               | Gesamt   |
| ---- | ----------------- | ----------------- | -------- |
| 2024 | per Mehrheitswahl | per Mehrheitswahl | 12 Sitze |
| 2019 | per Mehrheitswahl | per Mehrheitswahl | 12 Sitze |
| 2014 | per Mehrheitswahl | per Mehrheitswahl | 12 Sitze |
| 2009 | 4                 | 8                 | 12 Sitze |
| 2004 | per Mehrheitswahl | per Mehrheitswahl | 12 Sitze |

### Bürgermeister
Peter Schmitt wurde 2009 Ortsbürgermeister von Trimbs. Bei der Direktwahl am 26. Mai 2019 wurde er mit einem Stimmenanteil von 94,08 % und am 9. Juni 2024 als einziger Bewerber mit 89,1 % für jeweils weitere fünf Jahre in seinem Amt bestätigt.
Schmitts Vorgänger Karl-Willi Grom war zuvor 33 Jahre Ortsvorsteher und Ortsbürgermeister von Trimbs.

## Natur
Ein beliebtes Wanderziel ist das unter Naturschutz stehende Nettetal, da es fast völlig unberührt ist. Am 31. Mai 2009 wurde in Trimbs der neue 9,2 km lange Traumpfad eröffnet. Der Traumpfad ermöglicht Einblicke in die Erd- und Naturgeschichte. Der Nette-Schieferpfad beginnt mitten in Trimbs auf dem Dorfplatz an der alten Nettebrücke. Die Nette wurde zur Flusslandschaft des Jahres 2008/2009 gewählt.

## Kirche
Die ehemalige Pfarrkirche von 1738 ist dem hl. Petrus geweiht. Seit 1805 gibt es keine eigene Pfarrei mehr in Trimbs. Trimbs wurde der Pfarrei Welling zugeteilt.
Die Kirche wurde vor einigen Jahren komplett renoviert, wobei man auf alte Wandmalereien stieß, die im Zuge dieser Renovierung wieder hervorgehoben werden konnten.

## Sehenswürdigkeiten
Zu den Sehenswürdigkeiten gehört nicht nur die Kirche, sondern auch eine aus drei Blöcken bestehende Schiefergruppe am Dorfplatz. Der erste Schieferblock erinnert an den ehemals sehr intensiv betriebenen Bergbau in und um Trimbs. Auf der Rückseite sind die Wappen der Trimbser Ortsvereine, „TV 1911“ (Sportverein) „MGV Eintracht“ (Männergesangverein) und des „MC Arion“ (Mandolinenclub) eingraviert. Auf Block 2 sieht man auf der Vorderseite die Schutzpatronin der Bergleute, die Hl. Barbara und auf der Rückseite die Trimbser Kirche mit dem Schutzpatron Petrus. Block 3 zeigt auf der Vorderseite die bis in die Anfänge der 60er Jahre laufende Trimbser Mühle. Auf der Rückseite befindet sich eine Tafel aus Kupfer, welche in Originalschrift aus dem Jahre 1019 den Beweis der Gründung des heutigen Trimbs erbringt. Der Ort kann also heute auf eine 990-jährige Geschichte zurückblicken. Die frühere Ölmühle („Ollesmüll“) gibt es nur noch als  naturgetreuen, wunderschönen 1:12-Nachbau auf dem Platz, wo sich das „Original“ befand. Hinter der Kirche befindet sich auch ein Kriegerdenkmal, welches die Toten des Ersten und Zweiten Weltkrieges benamt. Hier befinden sich auch div. alte Kreuze von Gräbern aus den letzten Jahrhunderten.
Siehe auch:
- Liste der Kulturdenkmäler in Trimbs
- Liste der Naturdenkmale in Trimbs

## Soziale Einrichtungen
Trimbs besaß schon 1937 in einem heute nicht mehr stehenden Gebäude einen Kindergarten. Im Jahre 1996 wurde ein neuer Kindergarten unterhalb des Sportplatzes errichtet.
Die Trimbser Schule wurde 1972 geschlossen. Die Kinder gehen nun in die Grundschule nach Welling und später ggf. in die weiterbildenden Schulen nach Polch, Münstermaifeld und Mayen.